# Guémené-Penfao
Guémené-Penfao é uma comuna francesa na região administrativa do País do Loire, no departamento de Loire-Atlantique. Estende-se por uma área de 105.51 km². Em 2010 a comuna tinha 5 288 habitantes (densidade: 50,1 hab./km²).